# (7520) 1990 BV
A (7520) 1990 BV a Naprendszer kisbolygóövében található aszteroida. T. Hioki és S. Hayakawa fedezte fel 1990. január 21-én.